# AC0

Schemat obwodu logicznego AC^{0} : n bitów wejściowych znajduje się na dole, a górna bramka wytwarza wyjście; obwód składa się z bramek AND i OR z wielomianowym stopniem wejścia w każdej, a głębokość układu jest ograniczona stałą.

AC 0 jest klasą złożoności stosowaną w złożoności obliczeniowej obwodów logicznych. Jest to najmniejsza klasa w hierarchii AC i składa się ze wszystkich rodzin obwodów o głębokości O(1) i wielkości wielomianowej, z nieograniczonym stopniem wejścia bramek AND i bramek OR (dopuszczamy bramki NIE tylko na wejściach). W ten sposób zawiera NC0, który ma tylko ograniczony stopień wejścia bramek AND i OR.  

## Przykładowe problemy
Dodawanie i odejmowanie liczb całkowitych jest obliczalne w AC0, ale mnożenie nie jest (przynajmniej nie w zapisie binarnym i dziesiętnym). 